# 寺田利吉 (1857年生の実業家)
寺田 利吉（てらだ りきち、1857年10月20日（安政4年9月3日） - 1918年（大正7年）12月10日）は、日本の実業家。寺田銀行頭取。寺田紡績工廠社長。和泉水力電気取締役。族籍は大阪府平民。

## 人物
寺田甚与茂の異父弟。1880年、分家して一家を創立する。住所は大阪府泉南郡岸和田浜町。

## 家族・親族
寺田家
- 長男・利吉（1884年 - ?、前名・信三[4]、寺田銀行頭取、寺田紡績工廠社長）
  - 同妻（1888年 - ?、大阪、寺田徳三郎の三女）[4][5]
- 養子[4]

親戚
- 寺田徳三郎（貝塚銀行取締役）[5]